# Cripps Pink

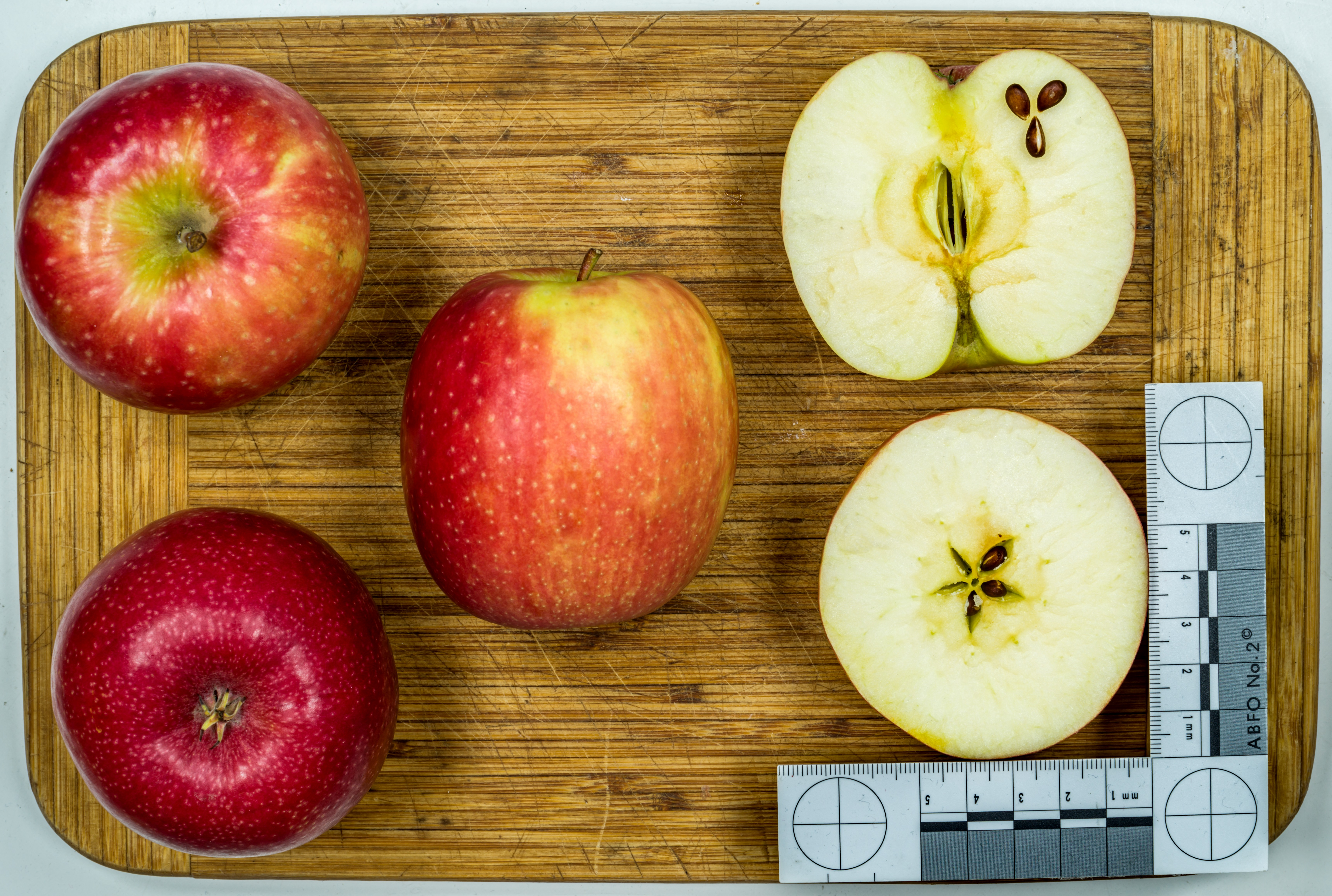
Ansicht der Frucht und Querschnitte

Cripps Pink ist eine mittel- bis großfrüchtige Apfelsorte. Die Schale ist lila-rot mit gelbgrünen Anteilen, das Fruchtfleisch wird als cremeweiß, knackig, fest, eher süß und mäßig saftig beschrieben. Die Sorte zeichnet sich durch gute Lagerfähigkeit aus, sie neigt nicht dazu, bei langer Lagerung mehlig zu werden.

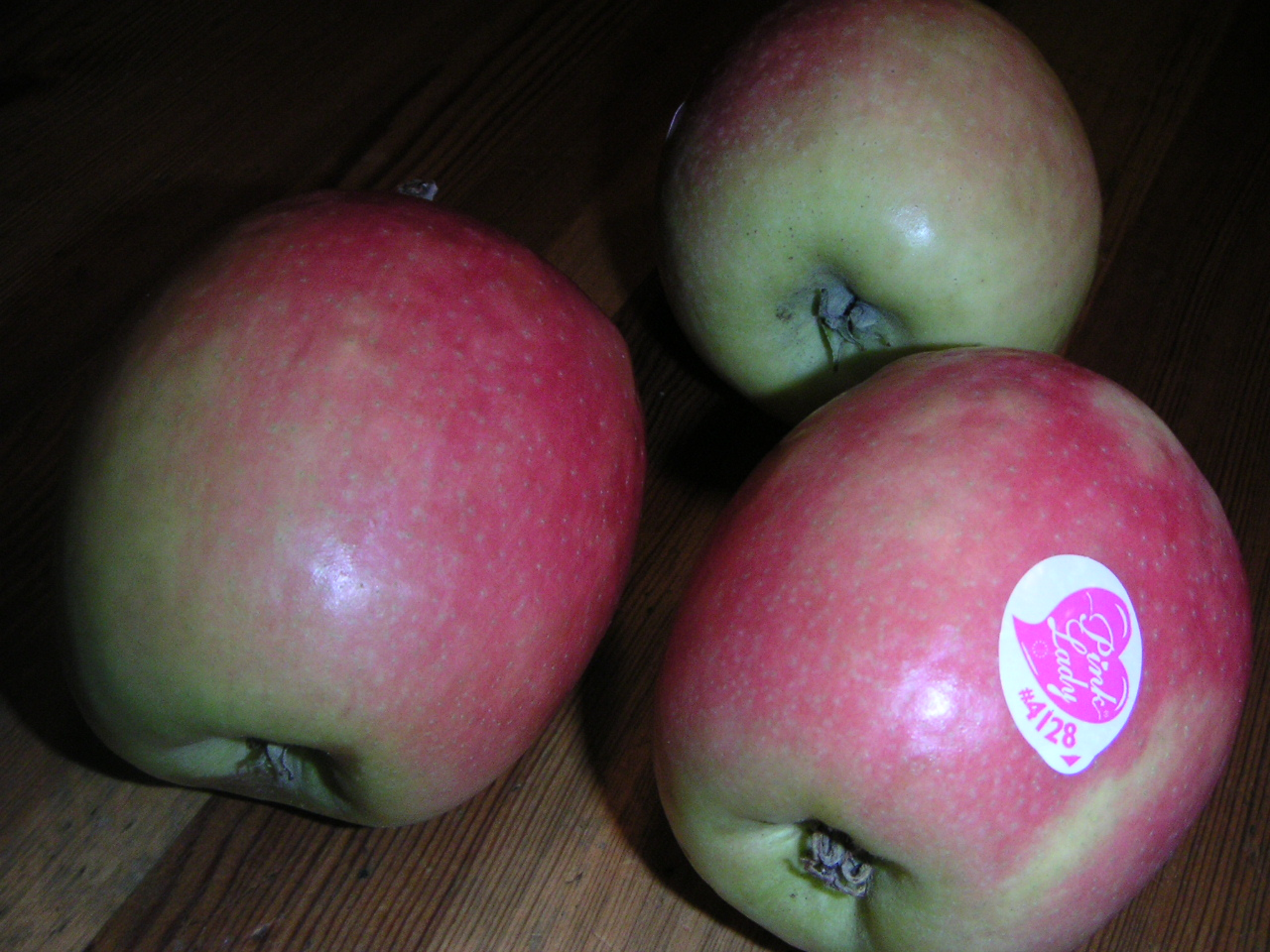
Äpfel der Marke Pink Lady, mit charakteristischem Aufkleber

Äpfel der Sorte Cripps Pink werden zum überwiegenden Teil unter dem Markennamen Pink Lady vertrieben. Die Bezeichnung Pink Lady ist kein Sortenname und auch kein Synonym von Cripps Apple, sondern ein Markenname für Äpfel der Sorte Cripps Pink und ihrer Abkömmlinge, die bestimmten, vom Markeninhaber festgelegten Qualitätskriterien entsprechen. In der Debatte um Clubsorten wird Pink Lady dennoch häufig als eine der ersten und bekanntesten Clubsorten bezeichnet. Cripps Pink war als erste Clubsorte weltweit unter den Top 10 der weltweit angebauten Apfelsorten und bis 2016 auch die einzige, der dies gelang.

## Geschichte
Cripps Pink entstand 1973 in Australien im Rahmen eines staatlichen Zuchtprogramms aus der Kreuzung der Sorten Lady Williams und Golden Delicious. Mit dieser Kreuzung sollten die Lagerfähigkeit von Lady Williams mit dem süßen Geschmack von Golden Delicious kombiniert werden. Benannt wurde die Sorte nach ihrem Züchter, John Cripps, vom Western Australian Department of Agriculture in Stoneville, Australien. Die Sorte Cripps Pink wurde 1986 im Markt eingeführt.

## Baum und Früchte

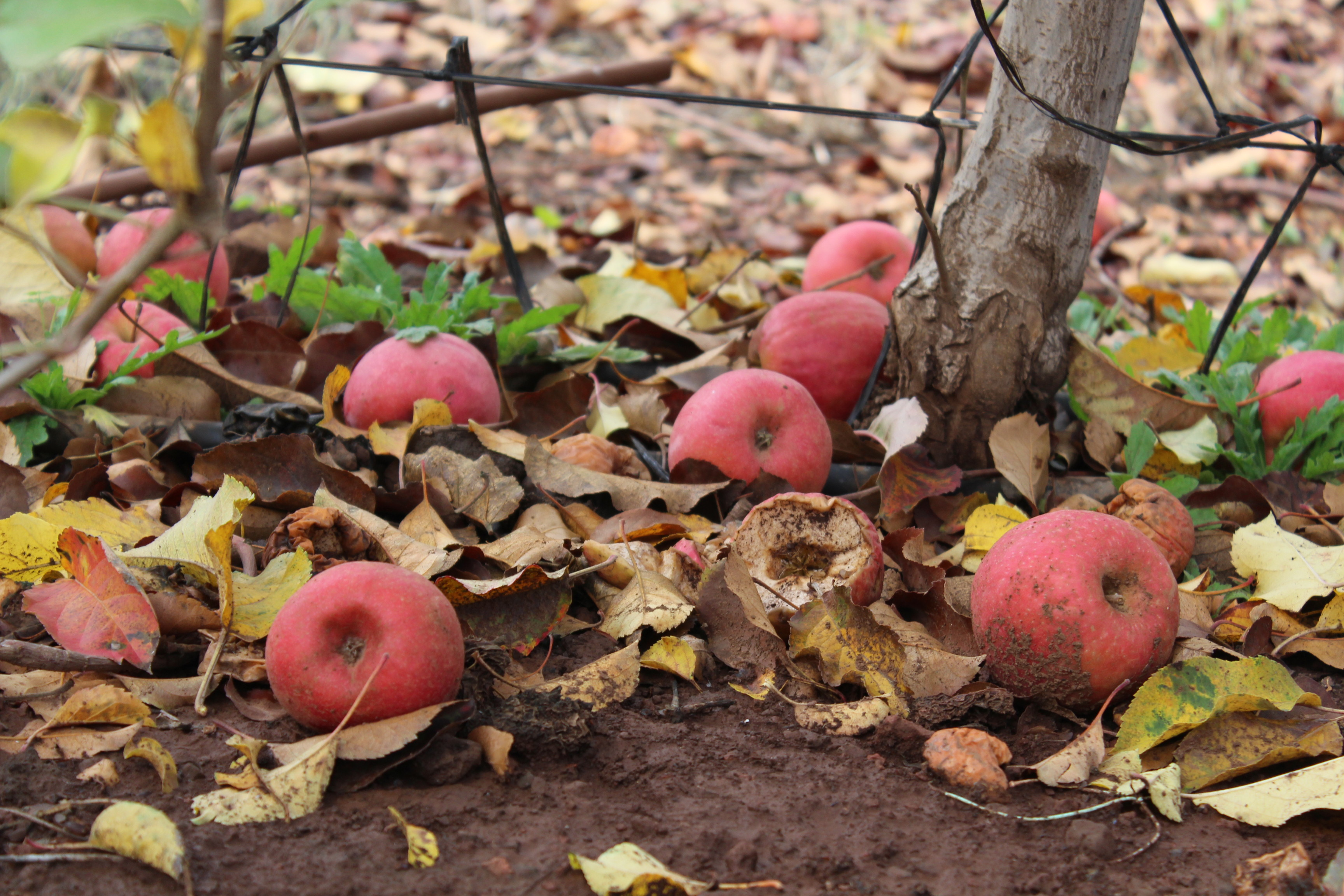
Herabgefallene Cripps Pink in einem Kibbuz auf den Golanhöhen

Cripps Pink benötigt eine lange Vegetationsperiode, da sich die charakteristische rote Färbung der Äpfel erst am Ende der Reifezeit entwickelt. Aus diesem Grund wird die Sorte vorrangig in Ländern wie Frankreich, Spanien, Chile, Südafrika und Australien angebaut. Da die Sorte auf der Nord- und Südhalbkugel der Erde angebaut wird und die Äpfel eine gute Lagerfähigkeit besitzen, stehen sie dem Markt ganzjährig zur Verfügung. Cripps Pink ist besonders anfällig für einen Befall mit Mehltau.
Die Früchte reifen nur in klimatisch sehr günstigen Lagen vollständig aus. Die Grundfarbe der Früchte ist zunächst gelbgrün; erst kurz vor der Reife entwickelt sich die rote Deckfarbe und nimmt bis zur Ernte zu, insbesondere an der der Sonne zugewandten Seite.
Der Großhandel bewertet die Qualität der geernteten Früchte umso höher, je größer der Anteil der roten Schale ist und je tiefer die rote Färbung ausgeprägt ist. Da sich die rote Farbe erst gegen Ende der Reifeperiode verstärkt, kann das Verlangen des Handels die Fruchtqualität, insbesondere die Lagerfähigkeit, negativ beeinflussen, weil eine zu lange herausgezögerte Ernte die Früchte überreif werden lässt.

## Fleischbräuneanfälligkeit
Im September 2000 wurde in Tasmanien erstmals an Äpfeln der Marke Pink Lady festgestellt, dass sie von Fleischbräune (englisch Flesh Browning (FB) disorder) befallen waren. In den folgenden Jahren wurden aus zahlreichen Anbauregionen in Australien und anderen Ländern weitere Fälle gemeldet; schließlich wurden 2003 in Großbritannien 35 Container mit Pink Lady aus Australien wegen Fleischbräune zurückgewiesen. Damit war nicht nur für den australischen Obstbau ein großer wirtschaftlicher Schaden entstanden, die Marke Pink Lady drohte darüber hinaus an Ansehen und an wirtschaftlicher Bedeutung zu verlieren. Erschwerend kam hinzu, dass die Beeinträchtigungen nur sporadisch und in Bezug auf die Zeit und die Anbauregion nicht vorhersehbar auftraten.
Die Beeinträchtigung zeigt sich in drei verschiedenen Formen: eine das gesamte Fruchtfleisch betreffende Verfärbung (Diffuse Flesh Browning (DFB) disorder) und eine strahlenförmig von innen nach außen verlaufenden Bräunung (Radial Flesh Browning (RFB) disorder). Hinzu kommt als dritte Form eine durch zu hohen Gehalt von Kohlendioxid in der CA-Lageratmosphäre verursachte und schon länger bekannte Schädigung, die sich als braune Flecken darstellt, aus denen Hohlräume im Fruchtfleisch entstehen können.
Die beiden neuen Formen treten bei ungünstigen klimatischen Bedingungen zwischen der Vollblüte und der Ernte auf; dabei kommt es zu Schäden der Zellstruktur im Fruchtfleisch durch Kälteeinwirkung (DFB) oder durch eine Überalterung wegen der verlängerten Zeit bis zur Ernte (RFB). Der Calciumgehalt des Bodens, der Reifezustand der Früchte bei der Ernte und die Lagerbedingungen, namentlich eine zu kühle Lagerung oder ein überhöhter Gehalt an Kohlendioxid in der Lageratmosphäre tragen ebenfalls zum Auftreten der Symptome bei. Binnen dreier Jahre konnten im Rahmen eines internationalen Forschungsprojekts unter Leitung der Universität Sydney die verschiedenen Ursachen der Schäden festgestellt und Maßnahmen zur Verringerung des Risikos entwickelt werden. Diese bestehen vorrangig in organisatorischen Veränderungen wie der früheren Ernte bedrohter Kulturen und der Anpassung der Lagerbedingungen, jeweils ausgerichtet auf das anhand mehrerer Faktoren ermittelte Risiko für die Entwicklung von DFB oder RFB.

## Marktbedeutung

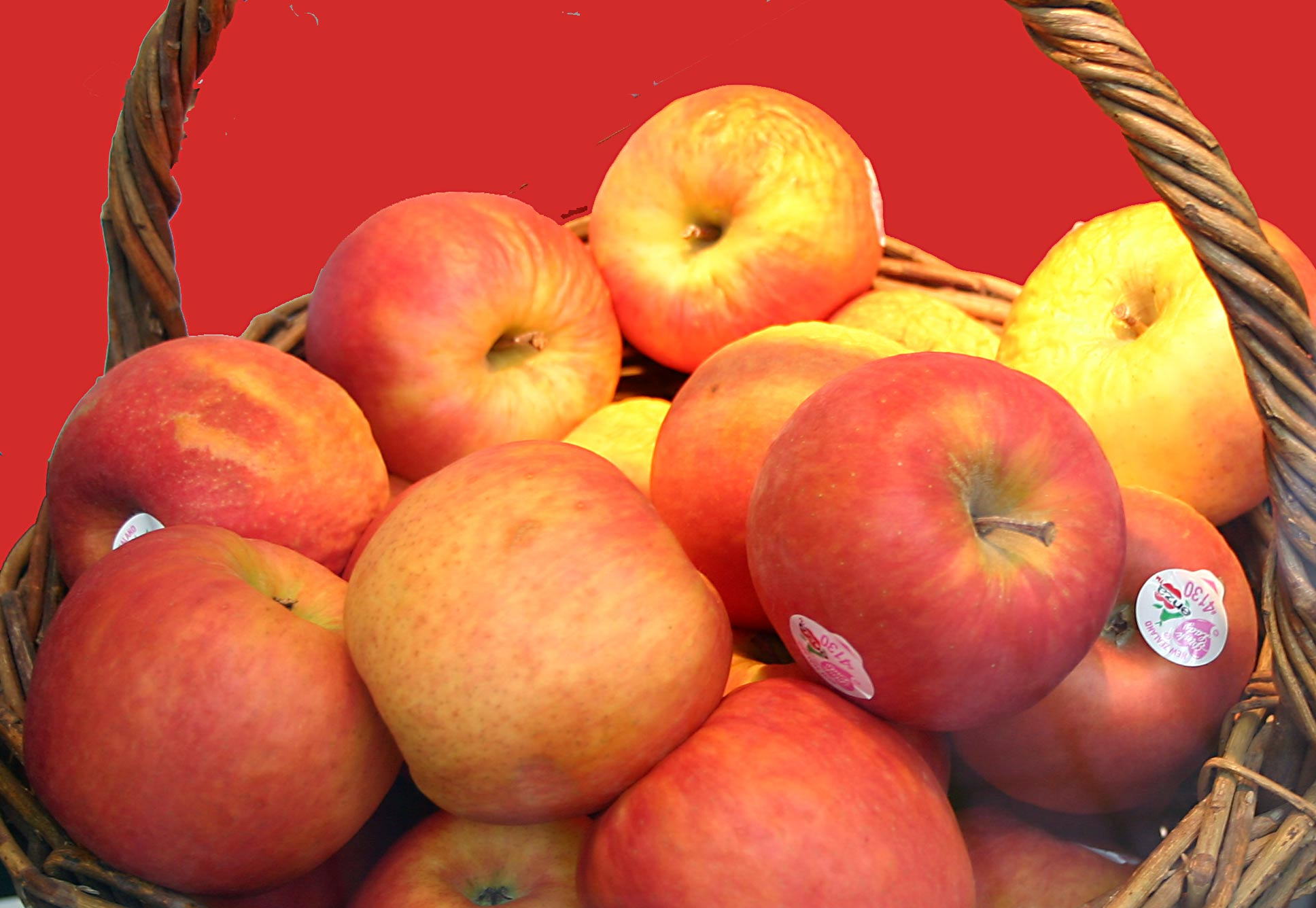
Pink Lady

Cripps Pink ist eine späte Sorte und hat den Marktvorteil, dass sie für die Anbaubetriebe und den Großhandel die Erntesaison verlängert. Damit gehört sie zu den zahlreichen „neuen Sorten“ der jüngeren Zeit, die aufgrund besonderer Eigenschaften ihre Marktanteile rasch und zum Nachteil alter und etablierter Obstsorten ausbauen. Im Handel ist Cripps Pink inzwischen weit verbreitet. Der Sortenschutz von Cripps Pink ist bereits abgelaufen. Ein Obstbauer kann die Pflanzen uneingeschränkt vermehren und die Früchte unter beliebigen Namen vermarkten, sofern diese Namen nicht bereits als Marken geschützt sind. Voraussetzung für die Vermarktung als Pink Lady ist ein Anteil roter Schale von mindestens 40 % und ein Fruchtdurchmesser von mindestens 55 mm. Einzelne Ankäufer verlangen für die Früchte einen höheren Anteil roter Schale oder einen größeren Fruchtdurchmesser. Für den Apfelbauern ist Pink Lady wegen des hohen Preises interessant, er erhält ca. 0,7 € pro kg, 30 % bis 50 % mehr als für andere Sorten. Die Zeitschrift Capital (französisch) hat die Verteilung des Preises, ca. 3 € pro kg im Einzelhandel, recherchiert.  Der Produzent erhält 24 %, Qualitätsprüfung und Verpackung 25 %, Handel 33 %, Großhandel 6 %, Transport 7 % und Lizenzgebühren 3 %, alle Angaben gerundet.
Inhaber der Marke Pink Lady ist die Apple and Pear Australia Ltd., die die Rechte am Markennamen Pink Lady in über 70 Ländern besitzt. Im Jahr 2012 wurden weltweit (ohne China) 450.000 Tonnen Cripps Pink geerntet, von denen 325.000 Tonnen als Pink Lady vermarktet wurden. In ihrem Herkunftsland Australien trug die Marke Pink Lady im Jahr 2006 mit einem Drittel zum Apfelexport bei.
In den meisten Anbauländern wird für die Nutzung der Marke Pink Lady eine Lizenzgebühr von 77 Euro pro Tonne abgenommener Äpfel berechnet, amerikanische Anbaubetriebe müssen die Gebühr jedoch nur für exportierte Früchte zahlen. Apple and Pear Australia  garantiert im Gegenzug höhere Erlöse für die Anbaubetriebe, da die Ankaufspreise des Handels für Früchte, die als Pink Lady vermarktet werden können, um 70 bis 100 % über den Preisen für nicht den Qualitätsansprüchen genügende Cripps Pink liegen. Zwei Drittel der Erlöse werden in das Marketing investiert, ein Drittel fließt an die Eigentümer der Marke zurück und wird in die Durchsetzung der Markenrechte und in Forschungen zur Verbesserung der Apfelsorte investiert.
Das Marketing von Pink Lady ist einer der bedeutendsten Versuche, Früchte in ähnlicher Weise wie die Spitzenmarken der großen Lebensmittelkonzerne zu vermarkten. Pink Lady wird im Markt mit großem Aufwand als Premiummarke positioniert und so auch von den Verbrauchern angenommen, die in Großbritannien bis zum Vierfachen des für andere Sorten verlangten Preises zahlen. Dies wurde in Großbritannien, dem bedeutendsten Exportmarkt für Pink Lady, mit einer intensiven Werbung mit Anzeigen in großen Lifestyle-Magazinen, Sponsoring medienwirksamer Ereignisse wie dem (gescheiterten) Versuch einer Atlantiküberquerung in einem Ruderboot 2004 und Promotionskampagnen in den großen Supermarktketten unterstützt. Vermarktet wird der Apfel weltweit mit Aufklebern, die ein pinkfarbenes Herz darstellen.
In Europa wurden in den Jahren vor 2012 jährlich mehr als 10 Millionen Euro für das Marketing von Pink Lady ausgegeben. In Großbritannien, das die Sorte nicht anbaut, wurden bis 2012 jährlich mehr als 3 Millionen Kisten à 13 kg Pink Lady importiert. Die britischen Verbraucherpreise für Pink Lady lagen im Jahr 2011 um mehr als 50 % über denen für Cripps Pink.

## Von Cripps Pink abstammende Sorten

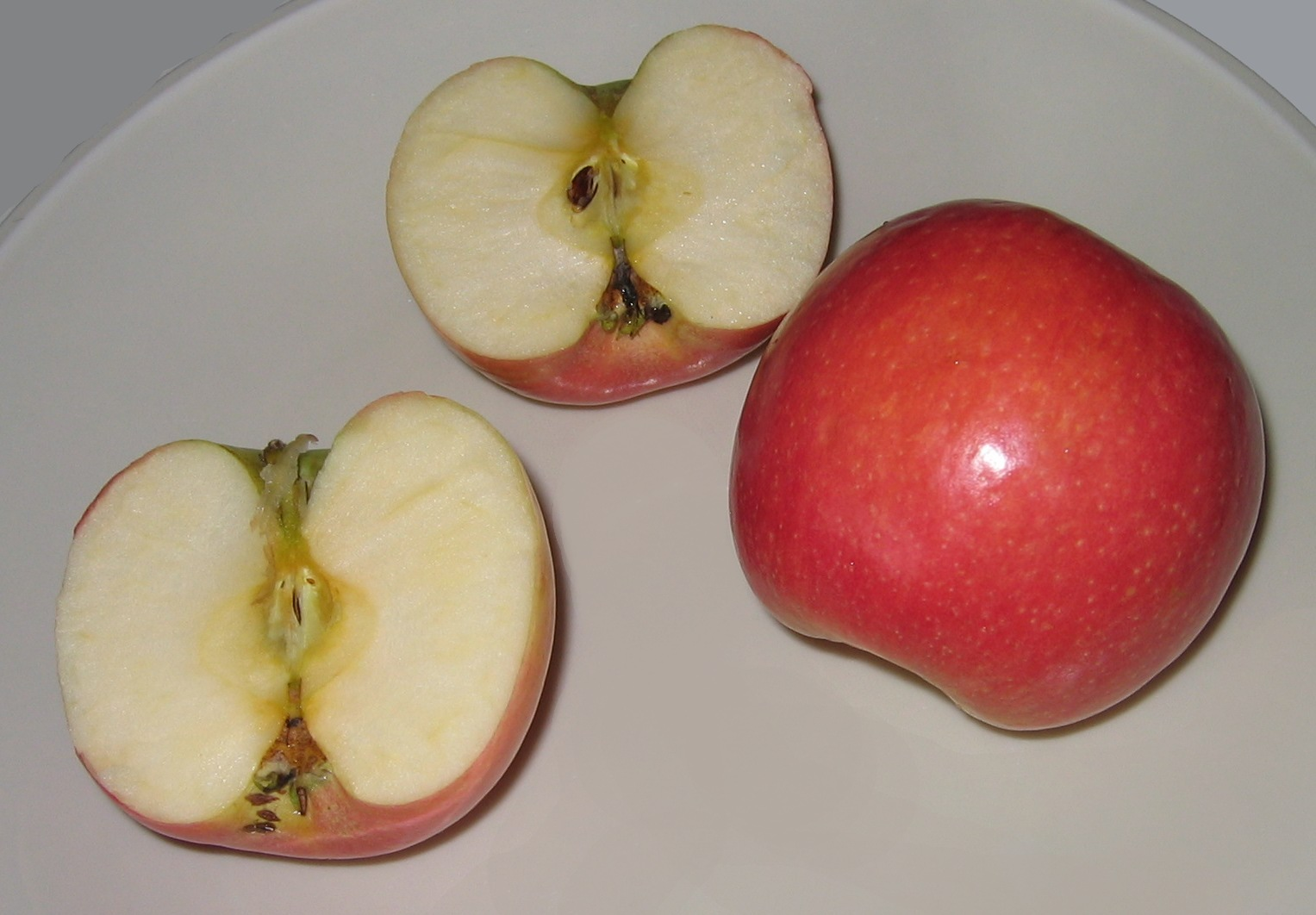
Pink Lady

Seit den 1990er Jahren wurden weltweit einige Mutationen der Sorte Cripps Pink entdeckt und teilweise patentiert oder unter Sortenschutz gestellt. Dabei handelt es sich um Sports, die nach ihrer Entdeckung durch Pfropfen vermehrt werden. Die meisten Mutationen zeichnen sich durch eine kräftigere Färbung aus oder reifen früher. Von den Linien mit stärkerer Färbung erhoffen sich die Anbauer eine kräftige Farbe unter eigentlich zu warmen Anbaubedingungen, zudem fordern manche Abnehmer statt der für Pink Lady ausreichenden 40 % roter Schale 60 %, so dass eine stärkere Färbung für die Obstbauern einen größeren Anteil marktfähiger Früchte bedeutet. Von den früher reifenden Linien wird erwartet, dass sie in Klimaten mit frühen Frosteinbrüchen rechtzeitig geerntet werden können.
Die Rechte an den Mutationen sind das Eigentum ihrer Entdecker oder der Anbaubetriebe, die ihre neuen Linien als Sorten patentieren oder unter Sortenschutz stellen können und das in einigen Fällen auch getan haben. Es kann aber auch eine Lizenz für die Nutzung der Markenbezeichnung Pink Lady erlangt werden, sofern die Früchte den Anforderungen entsprechen. Apple and Pear Australia Ltd. versucht darauf hinzuwirken, dass die Mutationen als Pink Lady vermarktet werden. Für beide Parteien kann das vorteilhaft sein; den Obstbauern bleiben der Aufwand und das unternehmerische Risiko der Einführung einer neuen Marke erspart, und die Vermarktungsgesellschaft behält ihren Einfluss und vermeidet einen neuen Wettbewerber auf dem Markt.
Beispiele für Mutationen:
| Sorte                   | Markenname             | Patent           | Beschreibung, Vergleiche bezogen auf Cripps Pink |
| ----------------------- | ---------------------- | ---------------- | --- |
| Lady in Red             | Pink Lady              | US2007283465     | kräftigere Farbe, etwa eine Woche frühere Ernte, 1996 in einer Baumschule in der Region Hawke’s Bay, Neuseeland entdeckt                                                              |
| Maslin oder PLMAS98     | Pink Lady (in Prüfung) | US2008263732     | bis zu 14 Tage frühere Ernte, im April 1999 in einer Baumschule in Manjimup, Westaustralien entdeckt                                                                                  |
| Pink Rose               | Pink Kiss              | in Sortenprüfung | kräftigere Farbe, reift sehr spät aus |
| PLBAR B1                |                        | US2009055978     | kräftigere Farbe, 14–18 Tage frühere Ernte, während der Saison 1999/2000 in einer Baumschule in Pemberton, Westaustralien entdeckt                                                    |
| Pink Belle oder PLFOG99 | Pink Lady (in Prüfung) | US2009007305     | kompakterer Wuchs, bis zu 14 Tage frühere Ernte, 1999 in einer Baumschule in Kirup, Westaustralien entdeckt                                                                           |
| RGLORS                  |                        | US2009199315     | raue Schale, in einer Baumschule in Migliaro, Italien als Mutation von Rosy Glow (nächste Zeile) entdeckt                                                                             |
| Rosy Glow               | Pink Lady              | US2004168235     | kräftigere Farbe auf einem größeren Anteil der Schale, Farbe bildet sich früher und auch an der Schattenseite aus, im April 1996 in Masons Road, Forest Range, Südaustralien entdeckt |
| Ruby Pink               |                        | US16725          | höherer Anteil roter Schale, festeres Fruchtfleisch, spätere Ernte, im Mai 1999 in einer Baumschule in Main Ridge, Victoria, Australien entdeckt                                      |

## Analysen
Bei spendenfinanzierten Analysen wurden 438 mg/l Polyphenole gemessen.

## Patente
1. ↑  
Patent  US7880P: Apple tree cripps pink cultivar. Angemeldet am 18. Oktober 1990, veröffentlicht am 9. Juni 1992, Anmelder: Western Australia Department of Agriculture, Erfinder: John E. Cripps.‌
2. ↑  
Patentanmeldung  US2007283465P1: Apple tree, 'Lady in Red'. Angemeldet am 31. Mai 2006, veröffentlicht am 6. Dezember 2007, Anmelder: RB and EF Mawley Family Trust, Erfinder: Robert B. Mawley, Elaine F. Mawley.‌
3. ↑  
Patentanmeldung  US2008263732P1: Apple tree named 'PLMAS98'. Angemeldet am 8. April 2008, veröffentlicht am 23. Oktober 2008, Erfinder: Gordon Maslin, Christina Maslin.‌
4. ↑  
Patentanmeldung  US2009055978P1: Apple tree named 'PLBAR B1'. Angemeldet am 20. Juni 2008, veröffentlicht am 26. Februar 2009, Anmelder: Teak Enterprises Pty. Ltd, Erfinder: Dennis W. Barnsby.‌
5. ↑  
Patentanmeldung  US2009007305P1: Apple tree named 'PLFOG99'. Angemeldet am 20. Juni 2008, veröffentlicht am 1. Januar 2009, Erfinder: Terry Fogliani, Dianne Fogliani.‌
6. ↑  
Patentanmeldung  US2009199315P1: Apple tree named 'RGLORS'. Angemeldet am 30. Januar 2009, veröffentlicht am 6. August 2009, Anmelder: Societa Agricola Mazzoni S.S, Erfinder: Michelangelo Leis, Gualtiero Mazzoni.‌
7. ↑  
Patentanmeldung  US2004168235P1: Apple tree named 'Rosy Glow'. Angemeldet am 12. November 2003, veröffentlicht am 26. August 2004, Erfinder: Harleigh G. Mason, Ashley G. Mason.‌
8. ↑  
Patent  USPP16725P2: Apple tree named 'Ruby Pink'. Angemeldet am 26. Mai 2004, veröffentlicht am 27. Juni 2006, Anmelder: Tallawang Trust, Erfinder: Michael R. Staples, Jennifer R. Staples.‌